# اسکات ساورز
اسکات ساورز (انگلیسی: Scott Sowers؛ زادهٔ ۵ نوامبر ۱۹۶۳) یک بازیگر سینما و هنرپیشه اهل ایالات متحده آمریکا است.
از فیلم‌ها یا برنامه‌های تلویزیونی که وی در آن نقش داشته است می‌توان به قطار پول اشاره کرد.